# Награди „Оскар“ (18-а церемония)
Осемнадесетата церемония по връчване на филмовите награди „Оскар“ се провежда на 7 март 1946 година в Китайския театър на импресариото Сид Грауман в Лос Анджелис, Калифорния. На нея се връчват призове за най-добри постижения във филмовото изкуство за предходната 1945 година. Събитието има двама водещи, филмовата звезда Джеймс Стюарт заедно с комедианта Боб Хоуп, негово пето водене на представлението.
Като първа церемония в голям театър след приключване на войната, на събитието е придаден повече блясък. Досегашните гипсови статуи от сценографията са заменени с бронзови такива с позлата.
Големия победител на вечерта е филмът „Изгубеният уикенд“ на режисьора Били Уайлдър, номиниран за награда в 7 категории, спечелвайки 4 от тях. Това е първото произведение, което спечелва едновременно двете най-престижни световни филмови награди в категорията за най-добър филм, „Оскар“ и „Златна палма“ от фестивала в Кан.
Сред другите основни претенденти са „Камбаните на Сейнт Мери“ на Лео Маккери с 8 номинации, „Милдред Пиърс“ на Майкъл Къртис и „Омагьосаният“ на Алфред Хичкок с по 6 номинации.
Номинираната за най-добра главна женска роля Джоан Крофорд отсъства от церемонията. Въпреки че тя се оправдава със заболяване от пневмония, отсъствието ѝ е широко възприето като опасение, че няма да вземе наградата. В крайна сметка, статуетката е присъдена именно на нея.

## Номинации и Награди
Долната таблица показва номинациите за наградите в основните категории. Победителите са изписани на първо място с удебелен шрифт.
| Най-добър филм | Най-добър режисьор |
| --- | --- |
| - Изгубеният уикенд - Вдигай котва - Камбаните на Сейнт Мери - Милдред Пиърс - Омагьосаният                                                                                              | - Били Уайлдър – Изгубеният уикенд - Чарлс Браун – Национално кадифе - Лео Маккери – Камбаните на Сейнт Мери - Алфред Хичкок – Омагьосаният - Жан Реноар – Южнякът                                                                                     |
| Най-добра мъжка роля | Най-добра женска роля |
| - Рей Миланд – Изгубеният уикенд - Бинг Кросби – Камбаните на Сейнт Мери - Джийн Кели – Вдигай котва - Грегъри Пек – Ключовете на кралството - Корнъл Уайлд – Песен, която да се запомни | - Джоан Крофорд – Милдред Пиърс - Ингрид Бергман – Камбаните на Сейнт Мери - Дженифър Джоунс – Любовни писма - Джийн Тиърни – Остави я в рая - Гриър Гарсън – Долината на решението                                                                    |
| Най-добра поддържаща мъжка роля | Най-добра поддържаща женска роля |
| - Джеймс Дън – Дърво расте в Бруклин - Михаил Чехов – Омагьосаният - Дж. Карол Неш – Медал за Бени - Джон Дал – Царевицата е зелена - Робърт Мичъм – Историята на Г.И. Джо               | - Ан Ривиър – Национално кадифе - Ев Арден – Милдред Пиърс - Ан Блайт – Милдред Пиърс - Анджела Лансбъри – Портретът на Дориан Грей - Джоан Лоринг – Царевицата е зелена                                                                               |
| Най-добър оригинален сценарий | Най-добър адаптиран сценарий |
| - Мари-Луиз – Ричард Швейзер - Музика за милиони – Майлс Конъли - Солти О'Рурк – Милтън Холмс - Какво следва, ефрейтор Харгроув? – Хари Кърниц - Дилинджър – Филип Йордан                | - Изгубеният уикенд – Чарлс Бракет и Били Уайлдър - Историята на Г.И. Джо – Леополд Атлас, Гай Ендор и Филип Стивънсън - Дърво расте в Бруклин – Франк Дейвис и Тес Слесинджър - Милдред Пиърс – Раналд Макдугъл - Гордостта на моряците – Албърт Малц |

## Филми с множество номинации
Долуизброените филми получават повече от 2 номинации в различните категории за настоящата церемония:
- 8 номинации: Камбаните на Сейнт Мери
- 7 номинации: Изгубеният уикенд
- 6 номинации: Милдред Пиърс, Песен, която да се запомни, Омагьосаният
- 5 номинации: Вдигай котва, Национално кадифе
- 4 номинации: Ключовете на кралството, Leave Her to Heaven, Любовни писма, Историята на Г.И. Джо, Wonder Man
- 3 номинации: Цел, Бирма!, Портретът на Дориан Грей, Южнякът

## Почетни награди
Уолтър Уангър